# ديك بويركل
ريتشارد «ديك» توماس بويركل (بالإنجليزية: Dick Buerkle)‏ (1947 - 2020)، هو رياضي عداء ألعاب قوى أولمبي وحامل الرقم القياسي العالمي لمسافة ميل.
هومن مواليد 3 سبتمبر 1947 في روتشستر (نيويورك) وتوفي 22 يونيو 2020 (عن عمر 72 سنة).

## روابط خارجية
- ديك بويركل على موقع الاتحاد الدولي لألعاب القوى (الإنجليزية)
- ديك بويركل على موقع أوليمبيديا (الإنجليزية)